# Prowincja Isernia
Prowincja Isernia (wł. Provincia di Isernia) – prowincja we Włoszech. 
Nadrzędną jednostką podziału administracyjnego jest region (tu: Molise), a podrzędną jest gmina.
Liczba gmin w prowincji: 50.